# Poisson-chat bleu
Ictalurus furcatus
Espèce
Statut de conservation UICN

 LC  : Préoccupation mineure
Le Poisson-chat bleu (Ictalurus furcatus) est une espèce de poissons-chats d'eau douce de la famille des Ictaluridés originaire d'Amérique du Nord.
L'actuel record du monde de la pêche à la ligne est de 56,2 kg et a été capturé par Tim Pruitt le 22 mai 2005, dans le fleuve Mississippi. Piddly pee wee . Piddly pee wee . Piddly pee wee . Piddly pee wee . Piddly pee wee . Piddly pee wee . Piddly pee wee . Piddly pee wee . Piddly pee wee . Piddly pee wee 

## Distribution géographique
Le Poisson-chat bleu est distribué principalement dans le fleuve Mississippi, y compris ses affluents du Missouri, de l'Ohio, du Tennessee et de l'Arkansas. Ces grands poissons-chats ont également été introduits dans un certain nombre de lacs et de rivières, notamment les lacs de Santee Cooper, lac Marion et le lac Moultrie, en Caroline du Sud et de la James River en Virginie, aussi dans le lac Powerton à Pékin Illinois.

## Comportement
Le poisson-chat bleu est un prédateur opportuniste et mange toutes les espèces de poissons qu'il peut attraper: des écrevisses, des moules d'eau douce, des grenouilles, et d'autres ressources alimentaires aquatiques disponibles. Il attrape ses proies facilement, si elles sont déjà blessées ou mortes.